# Жэнь Цзяньсинь
Жэнь Цзяньсинь (кит. упр. 任建新; август 1925, провинция Шаньси — 21 сентября 2024, Пекин) — в 1988—1998 годах председатель Верховного народного суда КНР. Зампред ВК НПКСК 9 созыва (1998—2003).
Член КПК с июня 1948 года, член ЦК КПК 13 созыва, секретарь ЦК КПК 14 созыва. Депутат ВСНП 7—9 созывов от провинции Шаньси.

## Биография
По национальности хань. Учился в Пекинском университете, юрист.
- С 1983 года заместитель, в 1988—1998 годах председатель Верховного народного суда КНР.
- В 1992—1997 годах секретарь Политико-юридической комиссии ЦК КПК.
- В 1992—1997 годах почётный глава Всемирной ассоциации юристов (англ. World Jurists Association).
- С мая 1994 года президент Китайской ассоциации судей, с декабря 2008 года избран почетным президентом ассоциации.
- В 1997—2003 годах президент Китайского юридического общества.
- В 1998—2003 годах зампред ВК НПКСК 9 созыва[3].

Умер 21 сентября 2024 года от болезни в Пекине в возрасте 99 лет.